# Цикіріті пустельний
Цикірі́ті пустельний (Nesillas lantzii) — вид горобцеподібних птахів родини очеретянкових (Acrocephalidae). Ендемік Мадагаскару. Раніше вважався підвидом мадагаскарського цикіріті, однак в 1993 році був визнаний окремим видом.

## Поширення і екологія
Пустельні цикіріріті мешкають у посушливих районах на південному заході острова. Вони живуть у сухих молочайних лісах і чагарникових заростях. Зустрічаються поодинці або парами. Живляться комахами. Сезон розмноження триває з серпня по лютий з піком у жовтні-грудні. Гніздяться в густій траві або в чагарниках. У кладці 2 яйця.